# Huta Gurgur (Dolok Sanggul)
Huta Gurgur is een bestuurslaag in het regentschap Humbang Hasundutan van de provincie Noord-Sumatra, Indonesië. Huta Gurgur telt 1663 inwoners (volkstelling 2010).